# 英國衛生安全局
英國衛生安全局（英語：UK Health Security Agency）是英國衛生及社會關懷部的行政機構之一，成立於2021年4月。該局取代英格蘭公眾衛生局，負責處理英格蘭的公眾衛生保護和傳染病能力。

## 職責
衛生安全局的職責包括：
- 前英格蘭公眾衛生局的保護職能[2]
- 策劃及執行應對流行病等外部衛生威脅的措施[3]
- 聯合生物安全中心（英语：Joint Biosecurity Centre）[4]
- 國民保健署的「檢測和追蹤（英语：NHS Test and Trace）」服務[4]
- 冠狀病毒診斷設備的監管

英國衛生安全局亦會與蘇格蘭公眾衛生局、威爾斯公眾衛生局和北愛爾蘭公眾衛生局合作。

## 資料來源
1. ↑   (PDF). UK Government.   [31 December 2024].
2. 1 2  . GOV.UK.   [2024-08-24]. （原始内容存档于2023-06-20） （英语）.
3. ↑  . GOV.UK.   [2024-08-24]. （原始内容存档于2021-12-01） （英语）.
4. 1 2  . GOV.UK.   [2024-08-24]. （原始内容存档于2021-03-24） （英语）.